# بروس کابوت
بروس کابوت (انگلیسی: Bruce Cabot؛ ۲۰ آوریل ۱۹۰۴ – ۳ مهٔ ۱۹۷۲) یک هنرپیشه، و بازیگر سینما اهل ایالات متحده آمریکا بود.

## فیلم‌شناسی
از فیلم‌ها یا برنامه‌های تلویزیونی که وی در آن نقش داشته است می‌توان به کت بالو، الماس‌ها ابدیند، کینگ کونگ، شهر داج، فرشته و راهزن، چیزام، کومانچروها اشاره کرد.